# Protula americana
Protula americana är en ringmaskart som beskrevs av McIntosh 1885. Protula americana ingår i släktet Protula och familjen Serpulidae. Inga underarter finns listade i Catalogue of Life.